# Maria Schmolln
Maria Schmolln è un comune austriaco di 1 438 abitanti nel distretto di Braunau am Inn, in Alta Austria.